# 庫特內湖
49°40′N 116°50′W / 49.667°N 116.833°W

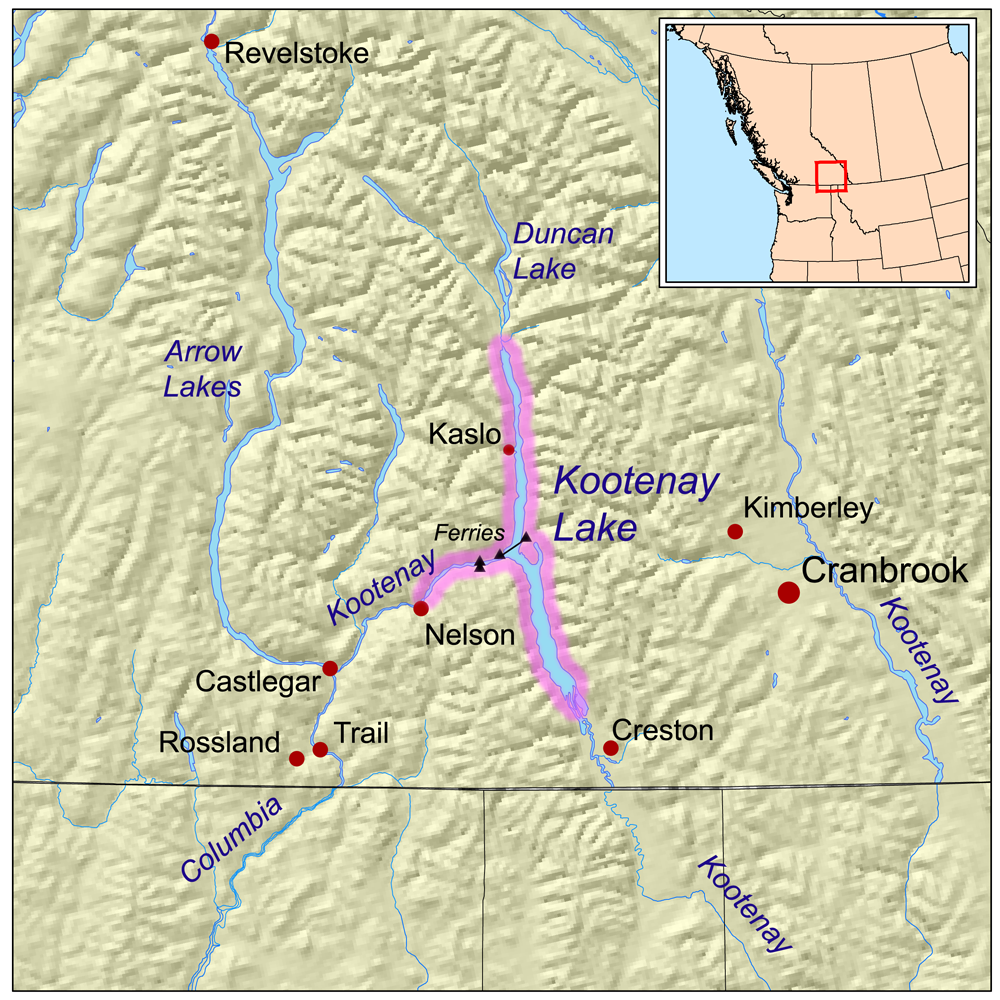

庫特內湖是加拿大的湖泊，由卑詩省負責管轄，長104公里、寬5公里，面積389平方公里，平均水深45米，最大水深150米，海拔高度532米，湖岸線長度198.7公里，該湖有7種魚類棲息。

## 外部連結
- Kootenay Lake （页面存档备份，存于）
- More on Kootenay Lake